# L'agenzia Thompson & C.
L'agenzia Thompson & C. (L'agence Thompson & Co.) è un romanzo dello scrittore francese Jules Verne, pubblicato per la prima volta postumo nel 1907 in due volumi. La prima versione italiana è del 1909. Il romanzo è stato probabilmente completato, oppure potrebbe anche essere stato scritto completamente, dal figlio Michel dopo la morte del padre.

## Trama
Il romanzo tratta di una crociera organizzata dall'agenzia di viaggi londinese Thompson & C.

### Volume I
All'inizio del romanzo, Robert Morgan, insegnante di lingue, viene assunto dall'agenzia Baker & C., che organizza una crociera alle Canarie. Thompson & C. organizza una crociera identica ma ad un prezzo inferiore. Ne segue una guerra a colpi di sconti e ribassi; Thompson & C. vince la sfida e Baker & C. si trova costretta ad annullare la propria crociera e a consigliare a Morgan di offrire i suoi servizi all'agenzia concorrente. 
Robert Morgan si ritrova quindi a lavorare come guida turistica a bordo del vaporetto Seamew. A bordo, oltre a più di cento turisti, c'è Thompson, il proprietario dell'omonima agenzia. Durante il viaggio diventa chiaro che in realtà Thompson non ha programmato nulla, né la crociera né le gite a terra, che devono essere organizzate al momento. Le condizioni a bordo della nave diventano sempre peggiori man mano che il viaggio prosegue: ne conseguono numerose avventure, nella parte di viaggio tra le Azzorre e Madera. Morgan si innamora di una passeggera di nome Alice Lindsay.

### Volume II
Il viaggio prosegue, a Gran Canaria e a Tenerife, dove i viaggiatori scalano il Teide. Durante il viaggio di ritorno verso la Gran Bretagna, i motori della Seamew si rompono. Il viaggio deve quindi proseguire molto lentamente con propulsione a vela. Tuttavia nei pressi di Capo Verde avviene la catastrofe: il vaporetto affonda e i naufraghi si salvano rifugiandosi sull'isola. Il loro viaggio prosegue in Africa, dove vengono catturati dai Beduini.

## Personaggi
L'agenzia Thompson & C. è un romanzo degno di nota soprattutto per l'originalità dei personaggi secondari, piuttosto eccentrici: il grasso olandese Van Piperboom, che cerca per tutto il viaggio un interprete; il presuntuoso e critico Saunders, che alla fine si rivela essere Baker, il concorrente di Thompson; l'avido Thompson, che vuole trarre dal viaggio il maggior profitto economico possibile; l'arrogante Baronetto Hamilton e la sua controparte, il socievole commerciante di spezie Absorynthus Blockhead che mettono il naso ovunque.